# Valetoniellopsis
Valetoniellopsis es un género de hongos en la familia Niessliaceae. Es un género monotípico, contiene a la especie Valetoniellopsis laxa.